# Georgette Legée
Georgette Legée, geborene Belleuvre, (* 18. Oktober 1914 in Asnières-sur-Seine; † 22. März 1993 in Paris)  war eine französische Wissenschaftshistorikerin der Biologie, Medizin und Geologie.

## Leben
Legée ging in Blois zur Schule. Ihr Vater Théophile Belleuvre war ein Pionier der Militärluftfahrt. Sie war 1938 erfolgreich im landesweiten Wettbewerb zur Studienzulassung für Naturwissenschaften für Frauen, erwarb ihr Diplom in Physiologie und war Lehrerin (Professeur) für Naturwissenschaften am Lyzeum Jean-de-la-Fontaine in Paris. Ab Mitte der 1960er Jahre befasste sie sich mit Wissenschaftsgeschichte besonders der Biologie. 1984 wurde sie mit einer umfangreichen Dissertation über den Physiologen Pierre Flourens an der Universität Paris IV (Sorbonne) promoviert (thèse de doctorat).
1969 bis 1988 war sie Herausgeberin der Zeitschrift Histoire et Nature, die schließlich aus finanziellen Gründen das Erscheinen einstellen musste. Sie war Mitglied der Académie Internationale d’Histoire des Sciences.
In der Geologie und Paläontologie veröffentlichte sie unter anderem über das Zeitkonzept von Jean-Baptiste de Lamarck, die Geschichte der Paläobotanik und Kohle-Geologie im 18. Jahrhundert, Leopold von Buch und die Vulkane der Auvergne und Victor Raulin.
1938 heiratete sie Pierre Legée, mit dem sie drei Kinder hatte.

## Schriften
- Pierre Flourens, physiologiste et historien des sciences. 2 Bände, Abbeville: Paulart 1992.